# مورتن كرامر
مورتن كرامر (بالدنماركية: Morten Cramer)‏ هو ضابط شرطة ولاعب كرة قدم دنماركي، ولد في 7 نوفمبر 1967 في Brøndby Municipality ‏ في الدنمارك. شارك مع منتخب الدنمارك تحت 21 سنة لكرة القدم. أما مع النوادي، فقد لعب مع نادي بروندبي ونادي هرفوليه.

## وصلات خارجية
- مورتن كرامر على موقع قاعدة بيانات كرة القدم.إي يو (الإنجليزية)